# Digonogastra brevicapula
Digonogastra brevicapula är en stekelart som först beskrevs av Günther Enderlein 1920.  Digonogastra brevicapula ingår i släktet Digonogastra och familjen bracksteklar. Inga underarter finns listade i Catalogue of Life.